# Cymothoa scopulorum
Cymothoa scopulorum es una especie de crustáceo isópodo marino del género Cymothoa, familia Cymothoidae. Fue descrita científicamente por Linnaeus en 1758.

## Distribución
Esta especie se encuentra en el mar de Noruega y el norte del océano Atlántico.